# Vanessa altissima
Vanessa altissima is een vlinder uit de onderfamilie Nymphalinae van de familie Nymphalidae, de vossen, parelmoervlinders en weerschijnvlinders. De wetenschappelijke naam van dit taxon werd, als ondersoort Pyrameis huntera altissima, in 1914 gepubliceerd door William Frederik Henry Rosenberg en George Talbot.

## Verspreiding en leefgebied
Deze soort komt voor in Zuid-Amerika langs de Pacifische kust van Ecuador, Bolivia en Peru.